# Patrizid

Patrizide in den USA 1980–2008, nach Alter und Geschlecht der Täter

Ein Patrizid (aus lateinisch pater „Vater“ und caedere „töten“) ist die Tötung des eigenen Vaters durch den Sohn oder die Tochter.
In der griechischen Mythologie gibt es viele Motive des Vatermords. Bekannt ist Ödipus, der seinen Vater Laios von Theben tötet. Patrizide gibt es auch in den hinduistischen und chinesischen Sagenwelten. Die Edda erzählt, wie Fafnir aus Habgier den ebenso gierigen Hreidmar besiegt. Im Alten Testament wird das Schicksal des assyrischen Königs Sanherib behandelt, der gegen David gekämpft hatte (2 Kön 19,37  und Jes 37,38 ). In alten Kulturen hatte der Familienvater eine Sonderstellung als Ernährer, Besitzer und Alleinherrscher, was Angriffe gegen ihn besonders unerhört machte. Im alten Rom gab es deshalb für Vatermörder eine eigene grausame Hinrichtungsart, das Säcken.
Historische Fälle von Patriziden haben oft Aufsehen erregt. Häusliche Gewalt gegen enge Verwandte ist selbst heute noch stark emotional besetzt. Dabei sind solche Vorkommnisse nicht selten; 2008 richteten sich in den USA 13 % der Tötungsdelikte im häuslichen Bereich gegen Elternteile.